# La Croisade noire du Jedi fou
La Croisade noire du Jedi fou (titre original : Heir to the Empire Trilogy) est une trilogie de romans de science-fiction écrits par Timothy Zahn et placés dans l'univers étendu de Star Wars.

## Résumé
Cinq ans après sa défaite à Endor, l'Empire galactique a été abatu et la Nouvelle République est fondée avec Mon Mothma à sa tête et Leia Organa comme diplomate. Luke Skywalker va tenter quant à lui de mettre sur pied un Nouvel Ordre Jedi. Mais le Côté Obscur n'a pas encore dit son dernier mot : Mara Jade, ancienne tueuse personnelle de Palpatine, surnommée « La Main de l'Empereur », veut venger son défunt maître en assassinant le Maître Jedi ; tandis que le Grand Amiral Thrawn, le plus grand stratège militaire de l'Empire, a repris en main les forces impériales.
Thrawn perd la première bataille de sa campagne pour restaurer l'Empire, mais il conclut un pacte avec le Jedi fou Joruus C'Baoth, gardien des arsenaux secrets de l'Empire : en échange l'aide de ce dernier pour remporter la victoire, il lui livrera la famille Skywalker. En outre, Thrawn fait accuser d'espionnage Ackbar, chef militaire de la Nouvelle République, permettant au Conseiller Fey'la, ambitieux représentant du peuple Bothan, de le faire arrêter et ainsi de déstabiliser le gouvernement par sa quête de pouvoir. Mais une découverte capitale vient changer la donne : la « Force Sombre », composée des deux cents cuirassés lourds de la Flotte Katana, a survécu à un incident qui l'a conduit à se perdre au milieu de des abîmes interstellaire. Et seules deux personnes peuvent conduire l'un ou l'autre camp à cette flotte, dont Mara Jade. Désormais, la course est lancée, et le premier à s'emparer de cette puissance considérable s'assurera la victoire dans le conflit qui s'étend.
La Nouvelle République ne parvient pas à empêcher Thrawn de s'emparer de la Force Sombre et de cylindres Spaarti de croissance accélérée qui lui permettent d'obtenir des combattants clones adultes en quelques semaines. Il dispose par conséquent des ressources nécessaires pour remporter une victoire définitive. En outre, Joruus C'Baoth, obsédé à l'idée d'asseoir, au travers de Leila et de ses enfants, son pouvoir sur le Nouvel Ordre Jedi, et par extension, sur toute la galaxie, traque impitoyablement la famille Skywalker avec l'aide des forces de Thrawn. Le seul espoir de la Nouvelle République est que Luke Skywalker et ses amis trouvent l'origine de ces armées clones pour stopper le Jedi fou et le Grand Amiral dans leur conquête de la galaxie ; et malheureusement pour le Maître Jedi, la seule personne en mesure de trouver cette source n'est autre que Mara Jade, qui a reçu comme ultime commandement de son défunt maître l'ordre hypnotique de tuer Luke Skywalker, auquel elle ne peut se soustraire.

## Personnages
- Luke Skywalker
- Han Solo
- Leia Organa Solo
- Chewbacca
- Grand Admiral Thrawn
- Capitaine Gilad Pellaeon
- C-3PO
- R2-D2
- Lando Calrissian
- Talon Karrde
- Mara Jade
- Général Garm Bel Iblis
- Wedge Antilles
- Mon Mothma
- Borsk Fey'lya
- Amiral Gial Ackbar
- Joruus C'Baoth
- Rukh
- Khabarakh clan Kihm'bar
- Maitrakh clan Kihm'bar
- Niles Ferrier

## Chronologie
1. L'Héritier de l'Empire (Heir of the Empire) – 9 ap. BY.
2. La Bataille des Jedi (Dark Force Rising) - 9 ap. BY.
3. L'Ultime Commandement (The Last Command) - 9 ap. BY.

## L'Héritier de l'Empire
L'Héritier de l'Empire est publié sous son titre original, Heir to the Empire, aux États-Unis par Bantam Spectra le 1er mai 1991,. Il est traduit en français par Michel Demuth et publié par les éditions Presses de la Cité le 1er avril 1992, avec alors 403 pages,.

## La Bataille des Jedi
La Bataille des Jedi est publié sous son titre original, Dark Force Rising, aux États-Unis par Bantam Spectra le 1er juin 1992,. Il est traduit en français par Michel Demuth et publié par les éditions Presses de la Cité le 1er mars 1993, avec alors 369 pages,.

## L'Ultime Commandement
L'Ultime Commandement est publié sous son titre original, The Last Command, aux États-Unis par Bantam Spectra le 1er avril 1993,. Il est traduit en français par Michel Demuth et publié par les éditions Presses de la Cité le 15 avril 1994, avec alors 263 pages,.

## Adaptations
Chaque volume a été adapté en comics par Dark Horse aux États-Unis. Dans les pays francophones, les deux premiers volumes sont d'abord parus chez Dark Horse France à raison de trois bandes dessinées (format européen) par volume. Ensuite la licence a été reprise par Delcourt qui a publié l'intégralité de la série en cinq volumes dans sa collection Contrebande (au format comics cette fois). Une édition intégrale est également parue chez Delcourt en 2012 intitulée Le Cycle de Thrawn.